# Lauren Carlini
Lauren Nicole Carlini (Geneva, 28 febbraio 1995) è una pallavolista statunitense, palleggiatrice della LOVB Madison.

## Carriera

### Club
La carriera di Lauren Carlini inizia nei tornei scolastici dell'Illinois, giocando per la West Aurora HS fino al 2013. Dopo il diploma entra a far parte della squadra di pallavolo femminile della Wisconsin, partecipando alla NCAA Division I dal 2013 al 2016: durante il suo primo anno raggiunge la finale nazionale, ricevendo poi per tutto il corso della sua carriera universitaria diversi riconoscimenti individuali.
Nella stagione 2017-18 firma il suo primo contratto professionistico con la Savino Del Bene, club della Serie A1 Italiana, mentre nella stagione seguente difende i colori dell'AGIL di Novara, aggiudicandosi la Coppa Italia e la Champions League. Per il campionato 2019-20 viene ingaggiata dalla Dinamo Mosca, nella Superliga russa, mentre nella stagione successiva si accasa al club turco del Türk Hava Yolları, in Sultanlar Ligi, dove milita per un biennio.
Per il campionato 2022-23 è nuovamente di scena nella massima divisione italiana, questa volta con il Casalmaggiore, mentre nel campionato seguente torna a calcare i campi della Sultanlar Ligi, questa volta indossando la casacca dell'Aydın BB. Torna poi in patria per partecipare alla prima edizione della League One Volleyball con la LOVB Madison, venendo premiata come miglior palleggiatrice e inserita nella prima squadra delle LOVB Icons.

### Nazionale
Fa il suo esordio nella nazionale statunitense in occasione della Coppa panamericana 2016, vincendo la medaglia di bronzo, mentre nel 2017 vince un oro nuovamente alla Coppa panamericana e un altro bronzo alla Grand Champions Cup.
Conquista ancora una medaglia d'oro alla Coppa panamericana 2018, venendo eletta miglior giocatrice e miglior palleggiatrice del torneo, seguita ancora da un oro alla Volleyball Nations League 2019 e due argenti alla Coppa del Mondo 2019 e al campionato nordamericano 2019.
Nel 2021 vince la medaglia d'oro alla Volleyball Nations League, mentre nel 2023 arriva l'argento al campionato nordamericano. Nel 2024 mette al collo la medaglia d'argento ai Giochi della XXXIII Olimpiade.

## Palmarès

### Club
- Coppa Italia: 1

2018-19
- CEV Champions League: 1

2018-19

### Nazionale (competizioni minori)
- Coppa panamericana 2016
- Coppa panamericana 2017
- Coppa panamericana 2018

### Premi individuali
- 2013 - All-America Second Team
- 2013 - NCAA Division I: Lexington Regional MVP
- 2013 - NCAA Division I: Seattle National All-Tournament Team
- 2014 - All-America First Team
- 2014 - NCAA Division I: Louisville Regional All-Tournament Team
- 2015 - All-America First Team
- 2016 - All-America First Team
- 2016 - NCAA Division I: Madison Regional All-Tournament Team
- 2018 - Coppa panamericana: MVP
- 2018 - Coppa panamericana: Miglior palleggiatrice
- 2025 - League One Volleyball: Miglior palleggiatrice
- 2025 - League One Volleyball: LOVB Icons First Team